# Bobby Hackett

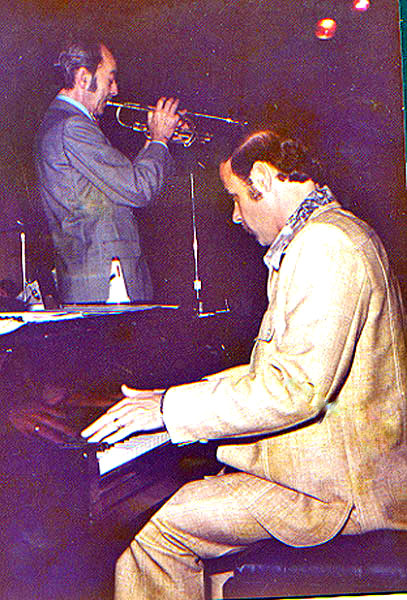
Bobby Hackett am Kornett mit Bubba Kolb am Piano (1975)

Robert Leo Hackett, genannt Bobby Hackett (* 31. Januar 1915 in Providence, Rhode Island; † 7. Juni 1976 in Chatham, Massachusetts) war ein US-amerikanischer Jazz-Trompeter, Kornettist und Gitarrist.

## Leben und Wirken
Hackett gilt als einer der wichtigsten Trompeter der Bix-Beiderbecke-Nachfolge und galt wegen seines milden Tons in den 1930er Jahren als „neuer Bix“: Beispielsweise engagierte ihn Benny Goodman extra für sein Carnegie-Hall Konzert von 1938, um Beiderbeckes populäres I'm coming, Virginia von 1927 zu interpretieren. Ihm selbst waren diese Vergleiche aber lästig – er bezeichnete und sah sich als „Louis Armstrong-Mann“.
Hackett wuchs als eines von neun Kindern in Providence auf. Er spielte schon Gitarre und Violine, als er mit 12 Jahren sein erstes Kornett bekam. Er trat in den Ballrooms von Rhode Island und in einem lokalen chinesischen Restaurant auf. 1932 hatte er sein erstes Band-Engagement im Herbie Marsh Orchester, damals noch überwiegend als Gitarrist (als er versuchte, Kornett zu spielen, soll ein Hotelmanager damit gedroht haben, das Engagement der Band zu beenden). 1933 arbeitete Hackett mit Pee Wee Russell, dann viele Jahre lang mit Eddie Condon. Anfang der 1940er Jahre kam er nach dem Misserfolg seiner eigenen Big Band in finanzielle Schwierigkeiten und konnte außerdem wegen Lippenproblemen kein Blasinstrument spielen. Glenn Miller half ihm aus und nahm ihn 1941–1942 als Gitarrist in sein Orchester auf, wo er auch mit einigen kurzen Trompetensolos zu hören ist. Im Universal-Film The Glenn Miller Story improvisiert er über A String of Pearls, damit ist er auch in einem berühmt gewordenen Solo auf Millers erfolgreicher Platte zu hören. Nach Überwindung seiner Ansatzprobleme spielte er in den 1940er Jahren wieder hauptsächlich Kornett, unter anderem bei Louis Armstrong und im ABC-Rundfunk-Orchester.

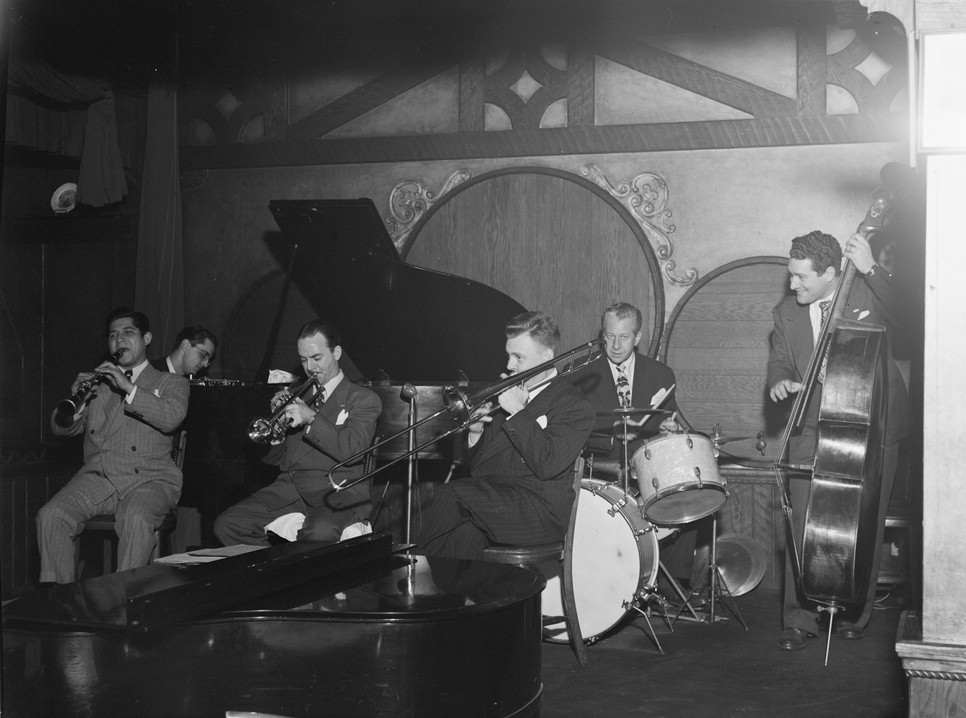
Von links: Ernie Caceres, Bobby Hackett, Freddie Ohms und George Wettling, Nick's, NYC, 1940er Jahre.
Fotografie von William P. Gottlieb.

In den 1950er Jahren nahm er für Jackie Gleason einige von dessen Easy-Listening-Alben mit gefühlvoll interpretierten Balladen und Streichorchester auf. Er spielte sowohl Swing als auch Dixieland, gelegentlich sogar Bebop, und setzte seine Karriere bis zu seinem Tod fort. 1971 zog er von New York nach West Harwich in Cape Cod, nachdem er im Jahr zuvor schon länger in einem Hotel in Hyannis gespielt hatte. In den 1970er Jahren tourte er mit George Wein und Dizzy Gillespie in Japan und Europa. Er spielte auch in einem eigenen Sextett mit Zoot Sims und gründete ein eigenes Label. Außerdem war der Musiker regelmäßiger Gast bei den „Colorado Jazz Parties“ und den Hotels in Cape Cod, wo er 1976 an einem Herzanfall starb.
Hackett gehört zu den Musikern des traditionellen Jazz, die auch von Protagonisten des moderneren Jazz, wie Dizzy Gillespie, sehr geschätzt wurden. Obwohl er sich selbst als Armstrong-Fan bezeichnete (und auch immer wieder Stücke seines Idols nachspielte), ist seine lyrische, zärtliche Spielweise ganz eindeutig von Beiderbecke und von dem etwa gleichaltrigen Bunny Berigan beeinflusst. Zu seinen bleibenden Leistungen gehören die Einspielungen mit Jack Teagarden aus den fünfziger Jahren, etwa das klassische „New Orleans“.

## Trivia
Hackett war dafür bekannt, dass er niemals schlecht über andere Menschen sprach. Auf einer ausgedehnten Tournee der "Eddie Condon"-Band versuchten seine Kollegen aus ihm eine negative Bemerkung zu einem Mitmenschen herauszulocken, was wie immer vollkommen misslang.
Wild Bill Davison holte eines Abends zum – vermeintlich – ultimativen Schlag aus: "Bobby", wollte er wissen, "was hältst Du von Adolf Hitler?"
Nach kurzem Nachdenken kam die für Bobby typische Antwort: "Nun, in seinem Gebiet war er der Beste!" (Well, he was the best in his field!")

## Diskographische Hinweise
- The Savory Collection 1935–1940 (Mosaic Records, ed. 2018)
- Jazz Ultimate – 1957 (EMI) LP mit Jack Teagarden, Peanuts Hucko, Ernie Caceres, Gene Schroeder p, Billy Bauer, Jack Lesberg, Buzzy Drootin
- At the Embers – 1957 (Capitol) LP mit Buzzy Drootin
- The Spirit Swings Me – 1960 (Sesac – N 4101/02) LP mit Dick Cary, Bob Wilber, Dave McKenna, Jim Hall, Jimmy Raney, Jake Hanna
- Hollywood Bowl Concert – 1963 (Shoestring) LP mit Jack Teagarden
- Live at the Roosevelt Grill (Chiaroscuro – 1970) LP mit Vic Dickenson, Dave McKenna, Jack Lesberg, Cliff Leeman dm
- Live at the Roosevelt Grill Vol.2 (Chiaroscuro – 1970) LP mit Vic Dickenson, Dave McKenna, Jack Lesberg, Milt Hinton, Cliff Leeman dm
- Strike up the Band – 1974 (Flying Dutchman) LP mit Zoot Sims, Hank Jones, Bucky Pizzarelli, Richard Davis, Mel Lewis
- Butterfly Airs – 1975 (Honey Dew) LP mit Sir Charles Thompson

## Sammlung
- The Complete Capitol Bobby Hackett Solo Sessions – 1953 - 1959 (Mosaic – 2001) 5 CDs mit Lou Stein, Billy Bauer, Denzil Best, Glenn Osser arr, Dick Cary, Ernie Caceres, Milt Hinton, Cutty Cutshall, Bob Wilber, Dick Hyman, Buzzy Drootin, Dave McKenna, Bucky Pizzarelli